# Église Notre-Dame-de-Recouvrance de Saintes
L'église Notre-Dame-de-Recouvrance est une église catholique de la ville de Saintes, dans le département de la Charente-Maritime, en France. Cette ancienne chapelle des Carmélites est aujourd'hui intégrée à la Maison diocésaine Robert-Jacquinot du diocèse de La Rochelle et Saintes et n'accueille plus des offices que très ponctuellement. Jusqu'en 2016, elle est mise à disposition comme lieu de culte pour l'Église orthodoxe roumaine.

## Historique
Le premier couvent des Carmélites est établi à Saintes en 1615, sa fondation s'inscrivant dans la politique de Contre-Réforme favorisée par le pouvoir royal et visant à limiter l'influence des églises protestantes, en particulier dans les provinces de l'ouest et du midi où les idées réformées demeurent solidement implantées. Sa création précède de peu l'établissement des Jésuites, des Récollets et des Filles de Notre-Dame dans la capitale saintongeaise. Un acte notarié du 3 juillet 1615 permet de dater précisément la fondation du couvent et de connaître le nom de son principal bienfaiteur : Georges de Babiault, seigneur de Rabaine, trésorier général de France. Devenue veuve, son épouse Létice de Gourgues prendra le voile dans ce couvent sous le nom de Sœur Marie de la Miséricorde.
Dans la seconde moitié du XIXe siècle, l'église Sainte-Colombe sert de lieu de culte aux religieuses. La vétusté du couvent pousse le diocèse à la création de nouveaux bâtiments répondant à certaines normes de confort et de sécurité. En 1890 débute la construction d'un vaste complexe à la périphérie de la ville, le long de la route de Saint-Georges, au lieu-dit « La Pinellerie ». Les plans de celui-ci sont confiés à l'un des plus influents architectes du département, Marc-Alexandre-Eustase Rullier.
Le domaine de La Pinellerie voit ainsi s'élever deux ensembles distincts : d'une part le couvent proprement dit, organisé autour d'un cloître aux galeries fermées et de l'église, d'autre part l'institution Notre-Dame-de-Recouvrance (anciennement à Pons) qui lui fait face.
Le 30 novembre, l'église Notre-Dame-de-Recouvrance est consacrée solennellement par l'évêque, Monseigneur Ardin.

## Description
Tout comme l'église Saint-Louis - également l'œuvre de l'architecte Rullier - l'église Notre-Dame-de-Recouvrance est caractéristique de l'architecture néo-gothique en vogue dans la seconde moitié du XIXe siècle.
La façade s'élève sur trois niveaux. Au rez-de-chaussée, un unique portail en arc brisé flanqué de deux ouvertures étroites évoquant des meurtrières donne accès au sanctuaire, tandis que le niveau supérieur accueille une large baie à remplage rayonnant accostée de deux arcades aveugles. L'ensemble se prolonge par un pignon sommé d'une croix en pierre où s'ouvre une baie étroite bordée de colonnettes. Si l'édifice est dépourvu de clocher, un campanile couronne la toiture des bâtiments conventuels adjacents.
Le sanctuaire, de plan allongé, forme une croix latine. Il se compose d'une nef unique divisée en trois travées et d'une abside rectangulaire d'une seule travée. De part et d'autre, deux doubles arcades séparées par des colonnes à chapiteaux corinthien ouvrent sur les croisillons. L'ensemble est couvert de croisées d'ogives (voûte quadripartite sauf à la croisée du transept où elle est sexpartite) reposant sur des faisceaux de colonnes engagées aux chapiteaux ornés de motifs végétaux, essentiellement des feuilles d'acanthe. Derrière le maître-autel, une niche ménagée dans le mur du chevet accueille une statue de la Vierge à l'enfant, abritée sous un dais formé de pièces de tissu sombre.

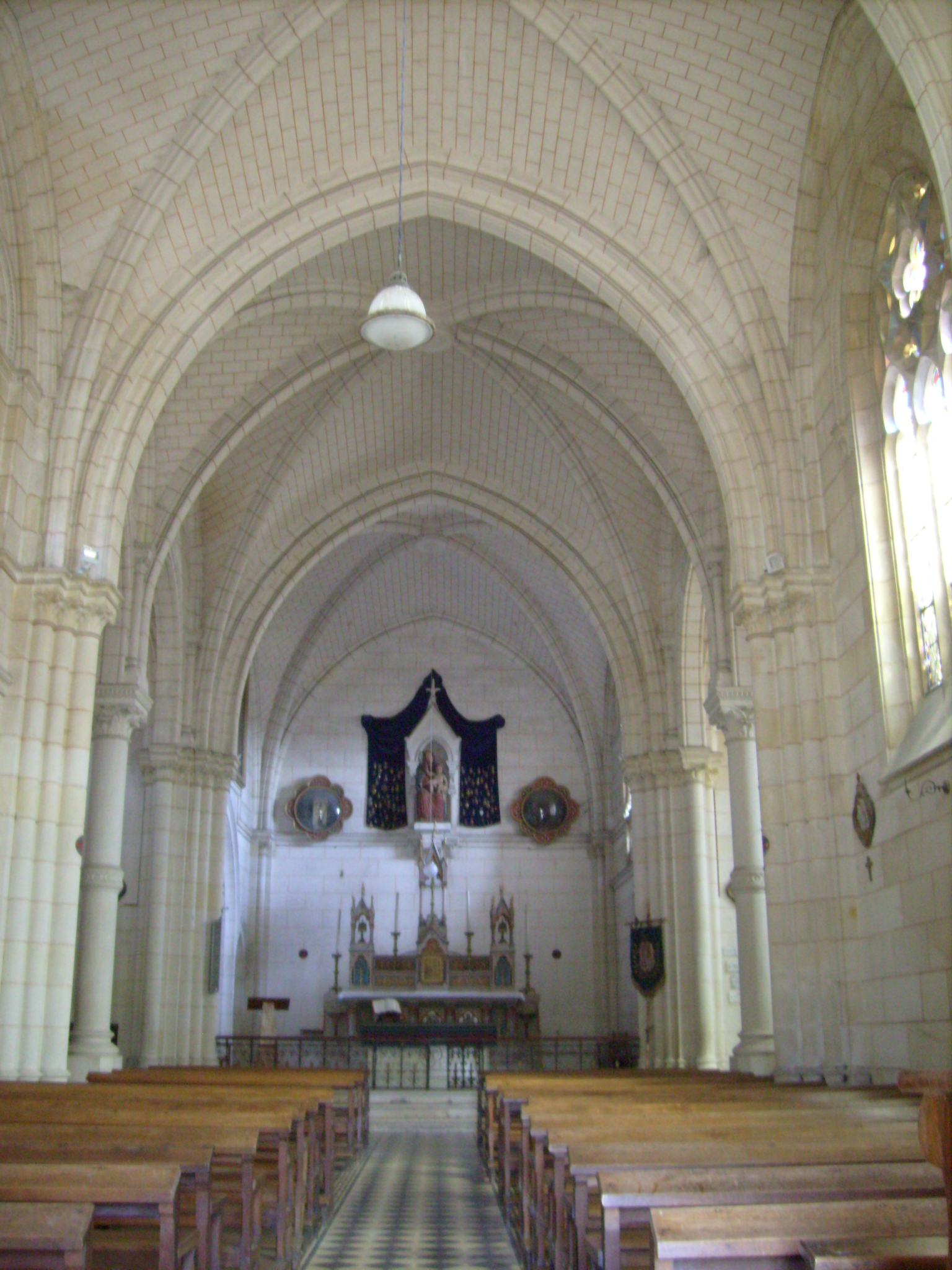
Intérieur néo-gothique de l'église Notre-Dame-de-Recouvrance
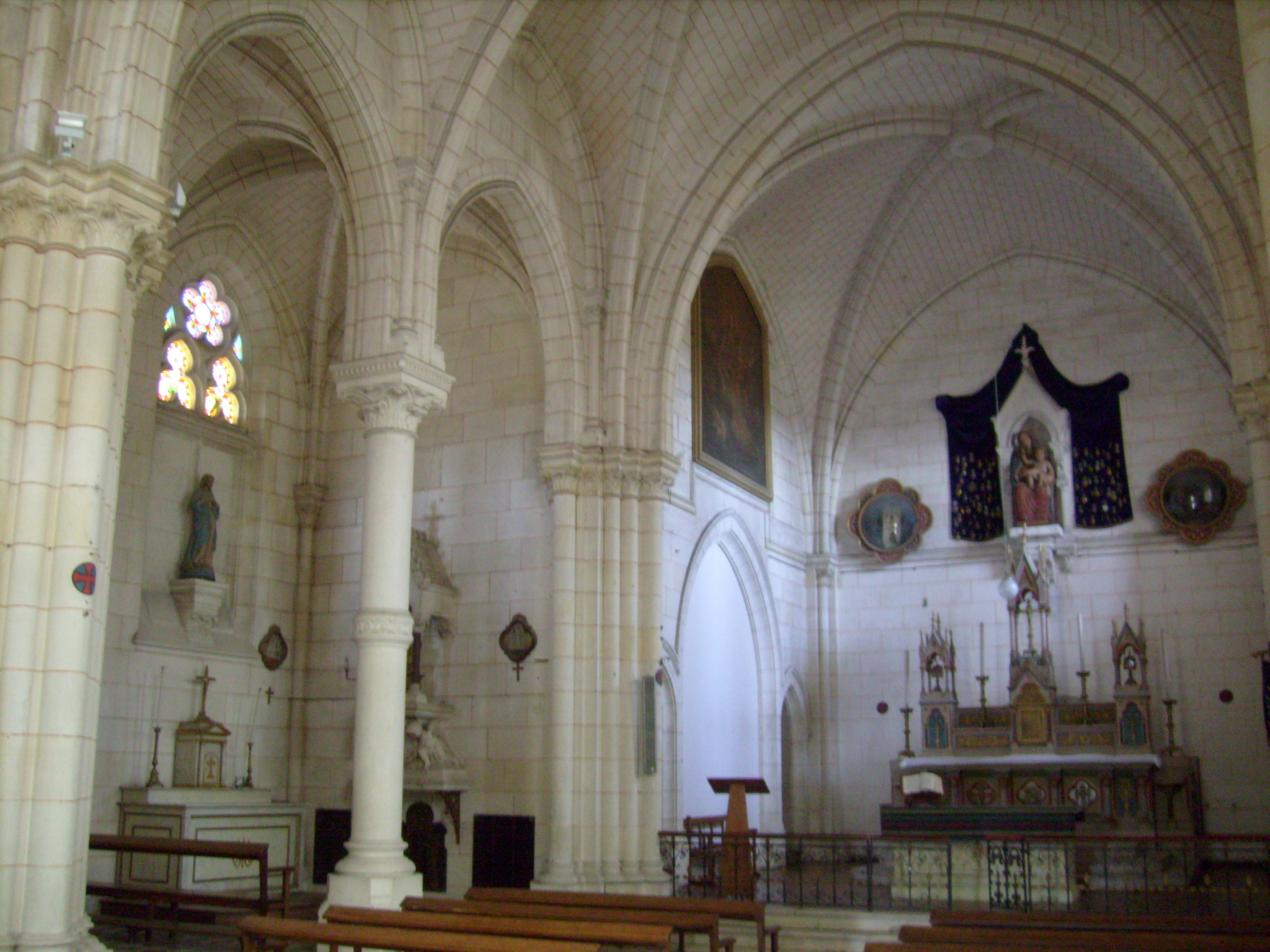
Intérieur néo-gothique de l'église Notre-Dame-de-Recouvrance, avec la chapelle latérale.